# Josef Gottfried von Riedel
Pour les articles homonymes, voir Riedel.
Josef Gottfried Riedel (à partir de 1868 von Riedel ; né le 17 janvier 1803 à Frýdlant en Bohême du Nord et mort le 7 novembre 1870 à Vienne) est un psychiatre et aliéniste autrichien. 

## Biographie
Josef Gottfried Riedel, fils d'un fabricant de tissus, est diplômé de l'école municipale de Friedland et du lycée de Malá Strana. Il a donné des cours particuliers en classe pour couvrir ses frais de scolarité[réf. souhaitée]. Riedel a étudié, soutenu par le comte Christian Christoph Clam-Gallas, la philosophie et la médecine à l'Université Charles de Prague, où il obtient son doctorat en médecine en 1830. 
À partir de 1829, il est médecin secondaire à l'asile psychiatrique de Prague dans l'ancien monastère de Sainte-Catherine. En 1831, il dirige le plus grand hôpital pour le choléra de Lviv (à l'époque possession de la couronne de l'Empire austro-hongrois). En 1837, il devient médecin principal et directeur de l'asile psychiatrique de Prague. Grâce à ses efforts, l'asile est séparé de l'hôpital général de Prague en 1842 et s'installe dans un nouveau bâtiment, construit de 1839 à 1846. De 1847 à 1851, Riedel travaille également comme directeur des fournisseurs de tous les hôpitaux et organismes de bienfaisance de Prague. 
En 1851, Josef Gottfried Riedel reçoit une offre de poste à l'asile de Vienne, où il réorganise l'établissement et le nouveau bâtiment. 

## Méthode
Josef Gottfried von Riedel est un innovateur important de la psychiatrie dite humaniste en Autriche au XIXe siècle et dans les pays voisins. En raison de son attitude progressiste, il combat les mesures coercitives habituelles contre les patients hospitalisés à son époque, et plaide plutôt pour un soutien ciblé et l'emploi des malades mentaux. Il était un expert recherché. Il a notamment été consulté dans le traitement à administrer à l'impératrice du Mexique (1864-1867) Charlotte de Belgique.

## Hommages et distinctions
Riedel était président de l'Association pour la psychiatrie et la neurologie. En 1859, il devient membre du gouvernement et reçoit la croix de chevalier de l'Ordre de la Couronne de fer. En 1868 il est élevé au rang de la chevalerie héréditaire. Il est également commandant de l'ordre de Notre-Dame de Guadalupe. 
La Riedelgasse de Vienne-Hietzing est nommée d'après lui en 1911.

## Famille
Josef Gottfried Ritter von Riedel, marié en 1833 à Pauline Speer, a eu quatre enfants : Marie (née en 1835), mariée au docteur A. Duchek ; Caroline (née en 1836) ; Johann (né en 1839), docteur en médecine et Joséphine (née en 1842). 

## Publications
- Prag's Irrenanstalt und ihre Leistungen in den Jahren 1827, 1828 und 1829 ..., Tafeln, Prague Calve 1830 (thèse de doctorat).
- Die asiatische Brechruhr nach den in Galizien gemachten Erfahrungen und Beobachtungen. Prague, Haase Söhne, 1832
- Prags Irrenanstalt Prague, 1837.
- Ärztliche Berichte über die k. k. Irren-Heil- und Pflegeanstalt zu Wien, 1858